# Ángel Labruna
Angel Amadeo Labruna (Buenos Aires 1918. szeptember 28. – 1983. szeptember 20.) argentin labdarúgócsatár, edző.
Az argentin válogatott tagjaként részt vett az 1958-as labdarúgó-világbajnokságon. Kétszer lett az argentin bajnokság gólkirálya.

## Sikerei, díjai
Argentína
- Copa América
  - győztes: 1955, Chile
  - 3.: 1956, Uruguay